# Алмали (Акжаїцький район)
Алмали́ (каз. Алмалы) — село у складі Акжаїцького району Західноказахстанської області Казахстану. Адміністративний центр Алмалинського сільського округу.
У радянські часи село називалось Котельниково.
Населення — 1272 особи (2021; 1571 у 2009, 1794 у 1999, 1555 у 1989).